# Antônio Dias Coelho e Melo
Antônio Dias Coelho e Melo, o Barão de Estância, (Itaporanga d'Ajuda, 13 de junho de 1822 — 5 de abril de 1904) foi um juiz de paz, proprietário rural e político brasileiro, senador do Império do Brasil de 1885 a 1889.
Filho de Domingos Dias Coelho e Melo, barão de Itaporanga, descende por casamento de seu bisavô Domingos Dias Coelho e Melo II, na família Maciel de Sá, um dos três ramos dos Sá, vindos no século XVI com Diogo da Rocha e Sá, que aportou no Brasil em 1558 com seu tio Mem de Sá, terceiro governador-geral. Descende ainda por casamento de Domingo Dias Coelho e Melo, seu trisavô, dos Vieira de Melo, de Pernambuco.
Casou-se em primeiras núpcias com Lourença Dantas de Mello, e após com Lourença de Almeida Dias Mello e, finalmente, com a sobrinha-neta Francisca de Assis Dias Mello.
Político de grande prestígio na província de Sergipe, à frente do Partido Liberal; exerceu os cargos de juiz de paz, vereador, deputado e vice-presidente da província, sendo seu governante temporariamente por vários períodos. Foi deputado geral por várias legislaturas e senador do Império em 1885. Era senhor do engenho Escurial, o qual ainda permanece na posse da família Rollemberg,cuja origem remonta à filiação de sua filha Amélia Dias Rollemberg (Adolfo de Faro Rollemberg, "Adolfo do Escurial") nascida do seu primeiro matrimônio e casada com José de Faro Rollemberg, filho do Barão de Japaratuba, Gonçalo Accioli de Faro Rollemberg.
Uma de suas filhas (nascida do segundo matrimônio), Aurélia Dias Rollemberg, casou-se com o Senador Rollemberg, Gonçalo de Faro Rollemberg, neto e tido erroneamente como homônimo do avô, o Barão de Japaratuba. Seus dois outros filhos foram Pedro Dantas de Melo e Ana Dias Bitencourt, respectivamente, do primeiro e segundo matrimônios.
Comendador da Imperial Ordem de Cristo e da Imperial Ordem da Rosa. Recebeu o baronato por decreto de 18 de setembro de 1867. O título faz referência à cidade sergipana de Estância.